# Campillo de Azaba
Campillo de Azaba es un municipio y localidad española de la provincia de Salamanca, en la comunidad autónoma de Castilla y León. Se integra dentro de la comarca de Ciudad Rodrigo y la subcomarca del Campo de Argañán. Pertenece al partido judicial de Ciudad Rodrigo.
Su término municipal está formado por un solo núcleo de población, ocupa una superficie total de 26,03 km² y según los datos demográficos recogidos en el padrón municipal elaborado por el INE en el año 2017, cuenta con una población de 162 habitantes.
No cuenta con grandes monumentos. Posee una iglesia construida en el siglo XX, una plaza de toros y un hogar del jubilado.

## Símbolos

### Escudo
El escudo heráldico que representa al municipio fue aprobado con el siguiente blasón:

«En campo de plata, banda ondada de azur cargada de plata, acompañada en jefe de encina arrancada de sinople resaltada de toro pasante de sable y en punta de tres flechas de gules acostadas en faja. Al timbre corona real cerrada»

### Bandera
La bandera municipal fue aprobada con la siguiente descripción textual:

«Bandera rectangular de proporciones 2:3, formada por tres franjas ondadas diagonales del ángulo superior del asta al inferior del batiente, dos azules y una blanca central, siendo al parte del asta verde y roja la del batiente»

## Etimología
No remite al actual valor predominante 'zona rural', que sería poco justificable en un contexto donde todo es rural; ha de entenderse más bien en el sentido, plenamente comprobado, de 'área desarbolada', generalmente por contraste con un entorno más boscoso o adehesado. Son muy abundantes las localidades salmantinas que llevan el nombre de Campo o Campillo. En la mayoría se hace transparente el matiz semántico alusivo a ‘zona rasa y sin árboles’. El topónimo se adapta por ello bien a los ruedos pelados que marcan la huella ecológica de las pequeñas ciudades. El Campo de Ledesma ocupa una zona notoriamente desarbolada a poniente de la villa. Era famoso el Cazadero del Campo, descampado con mucha liebre, cerca de El Campo de Ledesma, mencionado ya por Madoz. El Campo de Salamanca es comarca que en tiempos de Madoz correspondía a los descampados sin árboles situados al sur de la ciudad: “se titula así lo de la izq. del Tormes”. Existe una subcomarca, según Madoz, un “territorio que comprende varios pueblos en la provincia de Salamanca, partido de Sequeros”, en el área comprendida entre la sierra Mayor y la Menor. Su nombre pervive en el topónimo Herguijuela del Campo; deriva del contraste que ofrece su paisaje de labrantíos y eriales con el entorno arbolado, de montes y dehesas.

## Geografía
| Noroeste: Fuentes de Oñoro      | Norte: Espeja        | Noreste: Carpio de Azaba |
| Oeste: Nave de Haver (Portugal) |                      | Este: Robliza            |
| Suroeste: La Alamedilla         | Sur: Ituero de Azaba | Sureste: El Bodón        |

## Historia

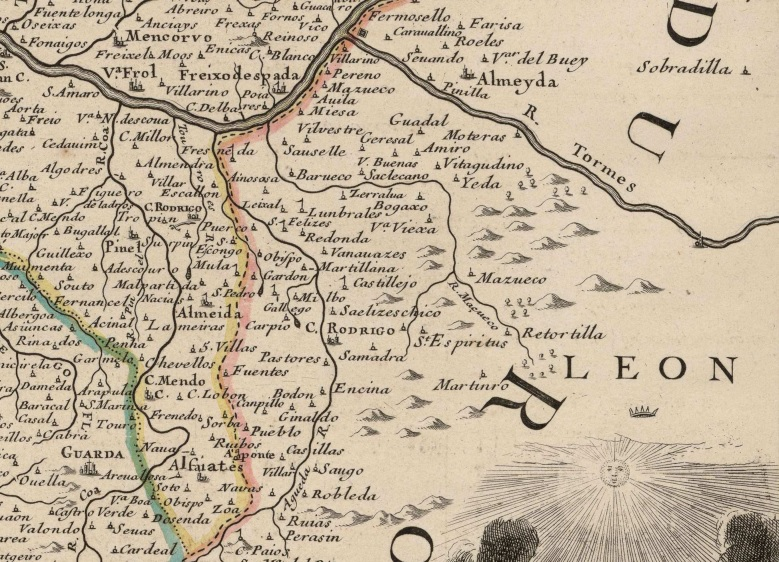
Detalle del oeste salmantino en un mapa del, en el que se puede observar Campillo.

Aunque dentro del término de Campillo el actual despoblado de Martinfernando fue fundado en el proceso de repoblación efectuado por los reyes de León en la Edad Media, la actual localidad de Campillo de Azaba responde a un poblamiento posterior, en la Edad Moderna, quedando encuadrado con la creación de las actuales provincias en 1833, en la provincia de Salamanca, dentro de la Región Leonesa.

## Geografía humana

### Demografía
Cuenta con una población de 142 habitantes (INE 2024).
| Gráfica de evolución demográfica de Campillo de Azaba entre 1842 y 2021                                               |
| |
| Población de derecho según los censos de población del INE. Población de hecho según los censos de población del INE. |

Según el Instituto Nacional de Estadística, Campillo tenía, a 31 de diciembre de 2018, una población total de 164 habitantes, de los cuales 98 eran hombres y 68 mujeres. Respecto al año 2000, el censo refleja 265 habitantes, de los cuales 132 eran hombres y 133 mujeres. Por lo tanto, la pérdida de población en el municipio para el periodo 2000-2018 ha sido de 101 habitantes, un 38% de descenso.

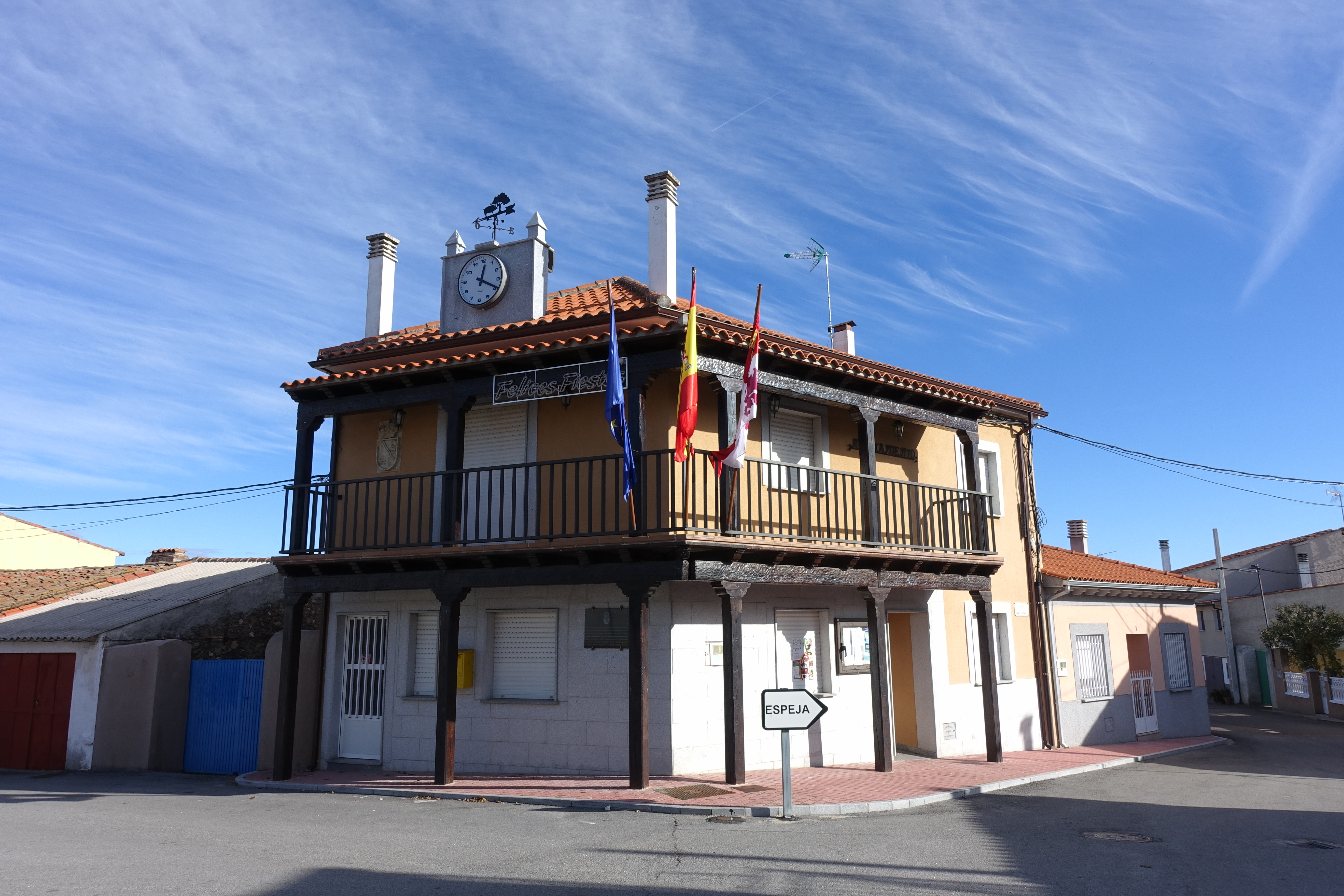
Casa consistorial.

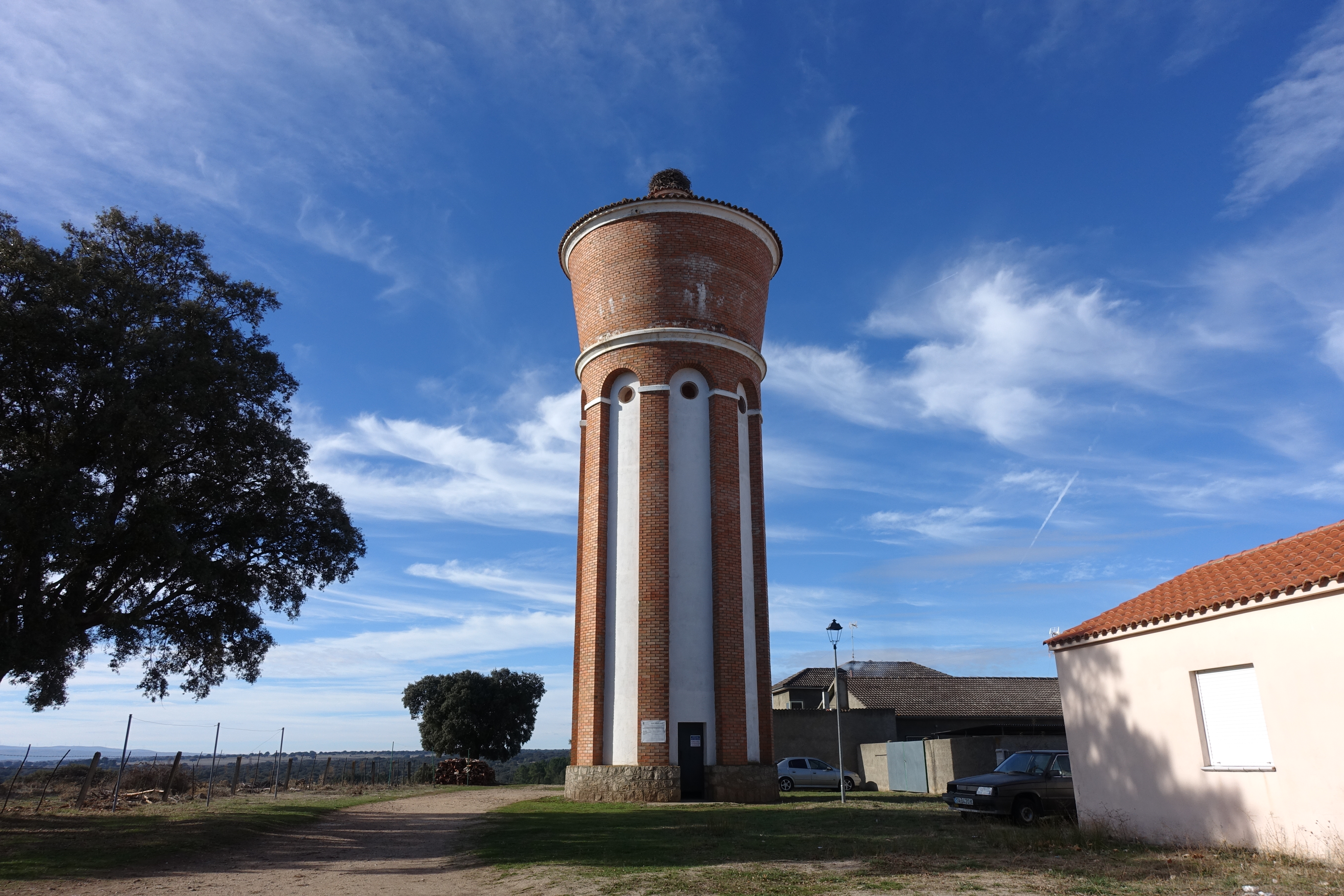
Depósito de agua.

## Cultura

### Fiestas
- San Antonio (12, 13 y 14 de junio)
- San Sebastián (20 de enero)

## Administración y política
| Partido político                         | 2023  | 2023  | 2023       | 2019  | 2019  | 2019       | 2015  | 2015  | 2015       | 2011  | 2011  | 2011       | 2007  | 2007  | 2007       | 2003  | 2003  | 2003       |
| Partido político                         | %     | Votos | Concejales | %     | Votos | Concejales | %     | Votos | Concejales | %     | Votos | Concejales | %     | Votos | Concejales | %     | Votos | Concejales |
| Unión del Pueblo Leonés (UPL)            | 47,75 | 53    | 3          | —     | —     | —          | —     | —     | —          | —     | —     | —          | —     | —     | —          | —     | —     | —          |
| Partido Popular (PP)                     | 45,95 | 51    | 2          | 58,76 | 57    | 4          | 60,87 | 70    | 4          | 51,25 | 82    | 4          | 45,30 | 82    | 4          | 58,33 | 119   | 4          |
| Partido Socialista Obrero Español (PSOE) | 4,50  | 5     | 0          | 22,68 | 22    | 1          | 32,17 | 37    | 1          | 40,00 | 64    | 1          | 36,46 | 66    | 1          | 39,71 | 81    | 3          |
| Unión del Pueblo Salmantino (UPSa)       | —     | —     | —          | —     | —     | —          | —     | —     | —          | —     | —     | —          | 13,26 | 24    | 0          | —     | —     | —          |